# استیگ اولین
استیگ اولین (سوئدی: Stig Olin؛ ۱۱ سپتامبر ۱۹۲۰ – ۲۸ ژوئن ۲۰۰۸) یک بازیگر و فیلم‌نامه‌نویس اهل سوئد بود. 
از فیلم‌ها یا برنامه‌های تلویزیونی که وی در آن نقش داشته است، می‌توان به زندان، بحران، بندر سر راه، زن بدون صورت، عذاب، ییم و دزدان دریایی بلوم، دوران گرگ و به شادی اشاره کرد.